# Галеран I де Мёлан

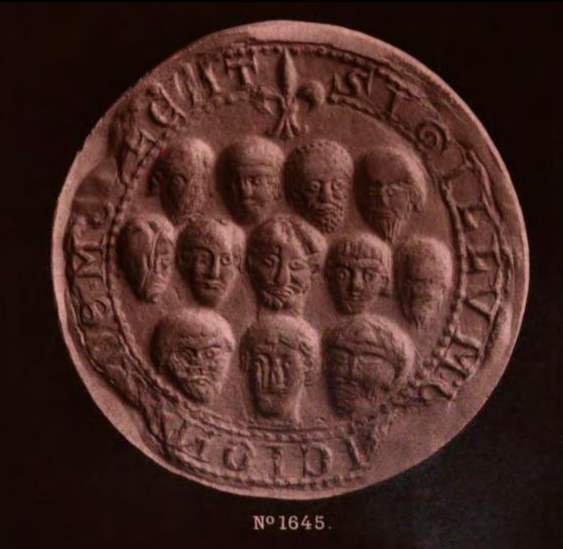
Графство Мёлан в 1100 г.
Домен короля Франции
Территория графства Мёлан
Герцогство НормандияЗелёным обозначены города графства Мёлан

Галеран I (Валеран I; фр. Galéran Ier, Valéran Ier de Meulan; около 930—985/ 987 или раньше, известен точный день — 11 ноября) — граф Мёлана.
Считается, что он происходил из рода графов или виконтов Шартра. В некоторых генеалогиях его отцом указан Валеран де Крепи (Waléran de Crépy).
Не ранее октября 947 года женился на Лигардис, графине Мёлана и Манта. О ней известно, что она была вдовой графа Камбре, Вексена, Валуа и Остревана Рауля II (погиб в 944), и умерла 12 ноября 990 или 991 года.
От кого ей достались графства Мёлан и Мант, источники не сообщают. По мнению некоторых историков, графства были ей выделены после смерти первого мужа в качестве вдовьей части. Потом Мант вернулся к графству Вексен, а Мёлан унаследовал единственный сын Галерана I и Лигардис — Галеран II.